# Asian Football Confederation
L'Asian Football Confederation (in italiano Confederazione Asiatica del Calcio), meglio nota con l'acronimo AFC, è l'organo amministrativo, organizzativo e di controllo del calcio asiatico.

## Compiti istituzionali

La giurisdizione dell'AFC

L'AFC rappresenta tutte le federazioni calcistiche d'Asia più quella dell'Australia (staccatasi dall'OFC il 1º gennaio 2006) e quella di Guam ed esclude quelle di Russia, Cipro, Turchia, Israele, Georgia, Armenia, Azerbaigian e Kazakistan, facenti parte dell'UEFA (da notare comunque come tutti i relativi stati, con l'eccezione del Kazakistan, i cui atleti hanno il diritto di prendere parte ai Giochi Asiatici, ricadano generalmente sotto la giurisdizione europea anche per quanto riguarda gli altri sport).

## Origine
L'AFC è stata fondata l'8 maggio 1954.

### Presidenti
| N. | Anni      | Presidente                    | Note       |
| -- | --------- | ----------------------------- | ---------- |
| 1  | 1954-1954 | Lo Man-kam                    |            |
| 2  | 1954-1956 | Kwok Chan                     |            |
| 3  | 1956-1957 | William Louey                 |            |
| 4  | 1957-1958 | Chan Nam-cheong               |            |
| 5  | 1958-1976 | Tunku Abdul Rahman            |            |
| 6  | 1976-1978 | Kambiz Atabay                 |            |
| 7  | 1978-1994 | Hamzah Abu Samah              |            |
| 8  | 1994-2002 | Ahmad Shah di Pahang          |            |
| 9  | 2002-2011 | Mohamed bin Hammam            |            |
| -  | 2011-2013 | Zhang Jilong                  | Ad interim |
| 10 | 2013-     | Salman bin Ibrahim Al Khalifa |            |

## Competizioni AFC
Attualmente l'AFC organizza 8 tornei per squadre nazionali e 3 tornei per squadre di club.

### Competizioni per squadre nazionali
- Coppa d'Asia
- AFC Challenge Cup (soppressa)
- Coppa d'Asia AFC Under-23
- Campionato asiatico di calcio Under-19
- Campionato asiatico di calcio Under-16
- Coppa d'Asia (calcio femminile)
- Campionato asiatico femminile Under 19 di calcio
- Campionato asiatico femminile Under 16 di calcio
- AFC Futsal Championship

### Competizioni per club
- AFC Champions League Elite
- AFC Champions League Two
- AFC Challenge League
- AFC Women's Champions League
- AFC Futsal Club Championship
- AFC Women's Club Championship (soppressa)
- AFC President's Cup (soppressa)
- Coppa delle Coppe dell'AFC (soppressa)
- Supercoppa d'Asia (soppressa)

### Tornei regionali
- Campionato di calcio della federazione calcistica dell'Asia occidentale: torneo delle federazioni dell'Asia occidentale.
- ASEAN Cup: torneo delle federazioni dell'Asia Sud-Orientale.
- East Asian Cup: torneo delle federazioni dell'Asia Orientale.
- South Asian Football Federation Cup: torneo delle federazioni dell'Asia Meridionale
- CAFA Nations Cup: torneo delle federazioni dell'Asia centrale

### Detentori dei titoli
| Competizione                                            | Campione       | Titolo        | Secondo posto      | Edizione in corso |
| Club maschili                                           | Club maschili  | Club maschili | Club maschili      | Club maschili     |
| ------------------------------------------------------- | -------------- | ------------- | ------------------ | ----------------- |
| AFC Champions League Elite                              | Al-Ahli        | 1º            | Kawasaki Frontale  | 2024-2025         |
| AFC Champions League Two                                | C.C. Mariners  | 1º            | Ahed               | 2023-2024         |
| AFC Challenge League                                    | Arkadag        | 1º            | Svay Rieng         | 2024-2025         |
| AFC Futsal Club Championship                            | Nagoya Oceans  | 4º            | Mes Sungun         | 2019              |
| Club femminili                                          |                |               |                    |                   |
| AFC Women's Club Championship                           | Urawa Reds     | 1º            | Hyundai Red Angels | 2023              |
| Nazionali maschili                                      |                |               |                    |                   |
| Coppa d'Asia                                            | Qatar          | 2º            | Giordania          | 2023              |
| Coppa d'Asia AFC Under-23                               | Arabia Saudita | 1º            | Uzbekistan         | 2022              |
| Coppa d'Asia Under-20                                   | Uzbekistan     | 1º            | Iraq               | 2023              |
| Campionato asiatico di calcio Under-16                  | Giappone       | 4º            | Corea del Sud      | 2023              |
| Coppa della solidarietà AFC                             | Nepal          | 1º            | Macao              | 2016              |
| Coppa d'Asia (calcio a 5)                               | Iran           | 13º           | Thailandia         | 2024              |
| Calcio a 5 ai giochi asiatici indoor e di arti marziali | Iran           | 5º            | Uzbekistan         | 2017              |
| Coppa d'Asia Under-20 (calcio a 5)                      | Giappone       | 1º            | Afghanistan        | 2019              |
| AFC Beach Soccer Championship                           | Iran           | 3º            | Giappone           | 2023              |
| Nazionali femminili                                     |                |               |                    |                   |
| Coppa d'Asia                                            | Cina           | 9º            | Corea del Sud      | 2022              |
| Campionato asiatico femminile Under 19 di calcio        | Corea del Nord | 2º            | Giappone           | 2024              |
| Campionato asiatico femminile Under 16 di calcio        | Giappone       | 4º            | Corea del Nord     | 2019              |
| Coppa d'Asia (calcio a 5 femminile)                     | Iran           | 2º            | Giappone           | 2018              |
| Calcio a 5 ai giochi asiatici indoor e di arti marziali | Thailandia     | 1º            | Giappone           | 2017              |

## Membri affiliati all'AFC
Le federazioni affiliate sono 46. La Federazione delle Marianne Settentrionali è invece un membro associato.
Asia Occidentale - WAFF
1. Arabia Saudita - Saudi Arabian Football Federation
2. Bahrein - Bahrein Football Association
3. Emirati Arabi Uniti - United Arabic Emirates Football Association
4. Giordania - Jordan Football Association
5. Iraq - Iraq Football Association
6. Kuwait - Kuwait Football Association
7. Libano - Fédération Libanaise de Football Association
8. Oman - Oman Football Association
9. Palestina - Palestinian Football Association
10. Qatar - Qatar Football Association
11. Siria - Federation Arab Syrian for Football
12. Yemen - Yemen Football Association

Asia Centrale - CAFF
1. Afghanistan - Afghanistan Football Federation
2. Iran - Football Federation Islamic Republic of Iran
3. Kirghizistan - Football Federation of the Kyrgyz Republic
4. Tagikistan - Tajikistan Football Federation
5. Turkmenistan - Football Association of Turkmenistan
6. Uzbekistan - Uzbekistan Football Federation

Asia Meridionale - SAFF
1. Bangladesh - Bangladesh Football Federation
2. Bhutan - Bhutan Football Federation
3. India - All India Football Federation
4. Maldive - Football Association of Maldives
5. Nepal - All Nepal Football Association
6. Pakistan - Pakistan Football Federation
7. Sri Lanka - Football Federation of Sri Lanka

Asia Orientale - EAFF
1. Cina - Chinese Football Association
2. Corea del Nord - DPR Korea Football Association
3. Corea del Sud - Korea Football Association
4. Giappone - Japan Football Association
5. Guam - Guam Football Association
6. Hong Kong - Hong Kong Football Association
7. Isole Marianne Settentrionali - Northern Mariana Islands Football Association (membro associato non affiliato alla FIFA)
8. Macao - Associação de Futebol de Macau
9. Mongolia - Mongolian Football Federation
10. Taipei cinese - Chinese Taipei Football Association

Asia Sud-Orientale (ASEAN) e Australia - AFF
1. Australia - Football Federation Australia
2. Birmania - Myanmar Football Federation
3. Brunei - National Football Association of Brunei Darussalam
4. Cambogia - Football Federation of Cambodia
5. Filippine - Philippine Football Federation
6. Indonesia - Football Association of Indonesia
7. Laos - Lao Football Federation
8. Malaysia - Football Association of Malaysia
9. Singapore - Football Association of Singapore
10. Thailandia - The Football Association of Thailand
11. Timor Est - Federação Futebol Timor-Leste
12. Vietnam - Vietnam Football Federation

Ex-membri
- Israele, 1954–1974. Espulso dalle competizioni AFC nel 1974, a seguito di una proposta del Kuwait accettata da 17 voti pro, 13 contro e 6 astenuti.[1] Diventato membro ufficiale della UEFA nel 1994.
- Nuova Zelanda, 1964.[2] Membro fondatore della OFC nel 1966.
- Yemen del Sud, 1972–1990.[3] Unitosi allo Yemen del Nord e quindi alla Federazione calcistica dello Yemen
- Kazakistan, 1993–2002. Membro della UEFA dal 2002.

### Nazionali partecipanti alle fasi finali dei Campionati del Mondo
- 12:  Corea del Sud
- 8:  Giappone
- 7:  Arabia Saudita,  Iran
- 5:  Australia (più 2 come membro OFC)
- 2:  Corea del Nord
- 1:  Cina,  Emirati Arabi Uniti,  Giordania,  Indonesia (come  Indie orientali olandesi),  Iraq,  Israele (dal 1991 è membro UEFA)[nota 1],  Kuwait,  Qatar,  Uzbekistan
- 0:  Afghanistan,  Bahrein,  Bangladesh,  Bhutan,  Birmania,  Brunei,  Cambogia,  Filippine,  Guam,  Hong Kong,  India (ritirata dopo le qualificazioni),  Kirghizistan,  Laos,  Libano,  Macao,  Maldive,  Malaysia,  Mongolia,  Nepal,  Oman,  Pakistan,  Palestina,  Singapore,  Siria,  Sri Lanka,  Tagikistan,  Taipei cinese,  Thailandia,  Timor Est,  Turkmenistan,  Vietnam,  Yemen

1. ↑  Dopo essere stato espulso dall'AFC nel 1974, è divenuto membro provvisorio OFC dal 1974 al 1979, poi membro provvisorio UEFA dal 1980 al 1984, di nuovo membro provvisorio OFC dal 1985 al 1991 ed infine di nuovo membro provvisorio UEFA dal 1991 al 1994. Dal 1994 è membro ufficiale UEFA.